# Rydal (Cumbria)
Rydal è un villaggio inglese che si trova nella contea (non-metropolitana) della Cumbria, che si trova a Nord-ovest dell'Inghilterra. Storicamente all'interno di Westmorland, il villaggio di Rydal è situato sulla statale A591. 
Situato a mezza via tra Ambleside e Grasmere, il piccolo insieme di case, chiesa e hotel sono significativi per la storia della Letteratura inglese del romanticismo. Non solo perché William Wordsworth abitò a Rydal Mount dal 1813 al 1850, ma anche il Dott. Thomas Arnold — il preside della celebre Rugby School — aveva una casa estiva a Fox How nella vicina Under Loughrigg. Il figlio di Arnold, il poeta Matthew Arnold, fu un frequente visitatore e amico intimo di Wordsworth. A nord del confine di Rydal Water c'è White Moss House, che si dice essere l'unica casa posseduta da Wordsworth, che comprò per il figlio, Willie e rimase della famiglia fino agli anni trenta.